# Tony Dumas
Tony Dumas (ur. 25 sierpnia 1972 w Chicago) – amerykański koszykarz, występujący na pozycji rzucającego obrońcy.

## Osiągnięcia
Na podstawie, o ile nie zaznaczono inaczej.
NCAA
- Uczestnik rozgrywek:
  - Elite 8 turnieju NCAA (1988)
  - II rundy turnieju NCAA (1985–1988)
- Mistrz:
  - turnieju konferencji Atlantic 10 (1985, 1987, 1988)
  - sezonu regularnego (1987, 1988)
- Lider:
  - strzelców konferencji Independent (23,8 – 1993, 26 – 1994)
  - konferencji Independent w:
    - celnych rzutów:
      - (238) z gry (1993)
      - wolnych (162 – 1992, 221 – 1994)

    - oddanych rzutów:
      - (292) wolnych (1994)
      - (544) z gry (1994)
      - (205) za 3 punkty (1994)

NBA
- Uczestnik konkursu wsadów NBA (1995)[3]